# باناغيوتيس تاختسيديس
باناغيوتيس تاتشتسيديس (باليونانية: Παναγιώτης Ταχτσίδης)‏ هو لاعب كرة قدم يوناني في مركز الوسط المدافع ولد في يوم 15 فبراير 1991 في بلدة نافبليو في اليونان وسبق له اللعب مع نادي تورينو ونادي كاتانيا ونادي روما ونادي غروسيتو ونادي تشيزينا وأيك أثينا وهيلاس فيرونا ونادي جنوى ونادي الفيحاء السعودي و نادي خورفكان الإماراتي ولعب مع منتخب اليونان لكرة القدم ويبلغ طوله 191 سم.

## روابط خارجية
- باناغيوتيس تاختسيديس على موقع الاتحاد الأوربي (الإنجليزية)
- باناغيوتيس تاختسيديس على موقع إي إس بي إن إف سي (الإنجليزية)
- باناغيوتيس تاختسيديس على موقع قاعدة بيانات كرة القدم.إي يو (الإنجليزية)
- باناغيوتيس تاختسيديس على موقع ناشيونال فوتبول تيمز (الإنجليزية)
- باناغيوتيس تاختسيديس على موقع Soccerway.com (الإنجليزية)
- باناغيوتيس تاختسيديس على موقع عالم كرة القدم.نت (الإنجليزية)
- باناغيوتيس تاختسيديس على موقع AS.com (الإسبانية)